# Hénotique
L'Hénotique ou Henotikon (acte d'union) est un formulaire rédigé en 482 par Acace de Constantinople, patriarche de Constantinople, à la demande de l'empereur d'Orient Zénon pour mettre un terme aux controverses christologiques entre chalcédoniens et monophysites.

## Contexte
Le concile d'Éphèse de 431, en condamnant le nestorianisme, affirme l'union des deux natures du Christ, divine et humaine, au sein d'une même hypostase. Vers 440, le moine Eutychès soutient le dogme de l'unicité de la nature divine. Cette doctrine dite monophysite s'étend en Syrie et en Égypte et emporte l'adhésion de Zénon alors que le patriarche de Constantinople Acase y est opposé. Le concile de Chalcédoine réaffirme la présence des deux natures séparées à l'intérieur d'une même personne ou hypostase. Zénon a l'espoir de modérer la controverse entre les patriarches d'Alexandrie et de Constatinople.

## L'objet
Pour Zénon, il s'agissait d'un texte de compromis en vue d'apaiser les luttes entre les tenants et les détracteurs du concile de Chalcédoine. Ce texte voulu par l'empereur fut promulgué sans avoir l'approbation du pape ou d'un synode d'évêques. Il devait être contresigné par tous les évêques d'Orient sous peine de déposition et d'exil.
Les articles de l'Henotikon comportaient :
- la condamnation des thèses d'Eutychès et Nestorius, conformément au concile ;
- l'approbation explicite des douze anathèmes de Cyrille d'Alexandrie ;
- en revanche, il n'était pas fait état de la controverse sur la nature ou les deux natures de Jésus ni du Symbole adopté au concile, dans l’intention de satisfaire à la fois les monophysites et les chrétiens orthodoxes.

## La partie dogmatique de l'Henotikon
« C'est pourquoi nous souhaitons que vous sachiez, que nous, ni les Églises, qui sont répandues par toute la terre, n'ont point, et n'ont jamais eu d'autre Symbole, d'autre doctrine, d'autre définition de foi, que celle qui a été faite par les trois cent dix-huit Évêques du Concile de Nicée, et confirmée par les cent cinquante de Constantinople, et que nous ne savons personne, qui en tienne d'autre. Que si quelqu'un en tient une autre, nous le tenons lui-même pour un étranger, et pour un homme séparé de nous, parce que nous sommes persuadés, comme nous l'avons dit, que cette foi est l'appui et le soutien de notre état. Tous les peuples, qui reçoivent le saint Baptême, le reçoivent avec la foi de ce Symbole.
Les saints Pères, qui se sont assemblés depuis à Éphèse, et qui ont condamné l'impiété de Nestorius, et de ses Sectateurs, ont tenu le même Symbole. Nous prononçons anathème contre Nestorius, et contre Eutychès, parce qu'ils suivent une doctrine contraire à celle des saints Pères. Nous recevons les douze Chapitres composés par Cyrille d'heureuse mémoire, et autrefois Archevêque de l'Église sainte, et Catholique d'Alexandrie.
Nous confessons que notre Seigneur Jésus-Christ étant Dieu s'est fait vrai Homme, qu'il est de même substance que son Père selon la Divinité, et de même substance que nous selon l'Humanité, qu'il est descendu du Ciel, qu'il a pris un corps par l'opération du divin Esprit dans le sein de la Vierge Marie Mère de Dieu, et qu'il est unique et seul. Car les miracles qu'il a opérés, ou les douleurs qu'il a souffertes dans le corps, sont les miracles et les douleurs d'une seule personne.
Nous ne recevons point ceux qui le divisent, ou qui le confondent, ou qui en inventent un autre qui n'est que fantastique et imaginaire. L'Incarnation qui a été accomplie sans aucune tâche de péché dans la personne de la Mère de Dieu, n'a pas produit un nouveau Fils. La Trinité est toujours demeurée Trinité, bien qu'une des personnes, savoir le Verbe Dieu, se soit incarnée. »
« Nous prononçons anathème contre ceux qui ont eu autrefois, ou qui ont maintenant des sentiments contraires, soit dans le Concile de Chalcédoine, ou dans un autre, et principalement contre Nestorius, contre Eutychès, et contre ceux qui les suivent. » 

## Conséquences
Aucune des deux parties ne fut vraiment satisfaite, bien que les patriarches d'Antioche et d'Alexandrie y eussent souscrit. Le texte était considéré comme trop teinté de monophysisme par le pape Félix III. Après deux années de faux-fuyants et de compromissions de la part d'Acacius, Félix III condamna l'acte et excommunia Acacius (484). Cet anathème fut largement ignoré par Constantinople, même après la mort d'Acacius en 489.
Ce premier schisme, dénommé parfois schisme acacien, entre Rome et Constantinople allait durer une trentaine d'années. En effet, le successeur de Zénon, l'empereur Anastase Ier, avait des sympathies pour les monophysites et ne fit que de timides tentatives de rapprochement avec Rome.
En 518, le pape Hormisdas et le nouvel empereur Justin Ier trouvèrent un compromis qui mit fin au schisme. Connu sous le nom de formule d'Hormisdas, le texte reconnaissait un droit de regard de l'empereur dans les affaires de l'Église, mais affirmait aussi nettement les prérogatives de l'autorité pontificale.
Justin reconnut le bien-fondé de l'excommunication d'Acacius et en contrepartie le nouveau patriarche de Constantinople fut élevé à la dignité de « vicaire du pape » pour tout l'Orient, ce qui était une façon d'affirmer la suprématie de l'évêque de Rome.